# موقع مقدس
يطلق لفظ موقع مقدس أو بلد مقدس على الأماكن ذات الأهمية الدينية لدى أصحاب الديانات المختلفة. وهذا عرض لبعض تلك الأماكن حسب الديانة.

## الإسلام

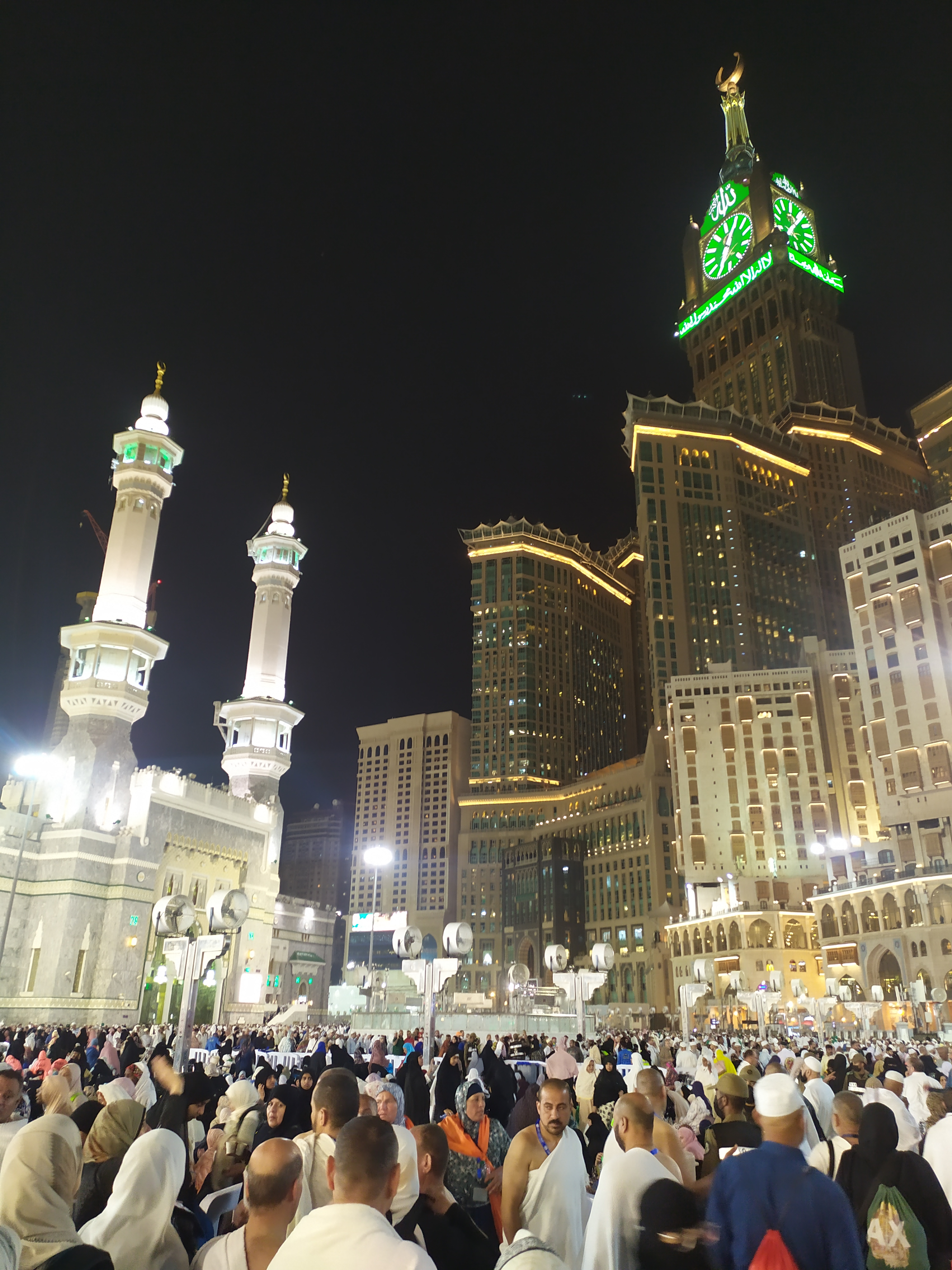
مكة المكرمة ،برج الساعة

- مكة المكرمة ،برج الساعة مكة المكرمة: قبلة المسلمين في الصلاة ويتوجهون إليها لأداء فريضة الحج (المملكة العربية السعودية)

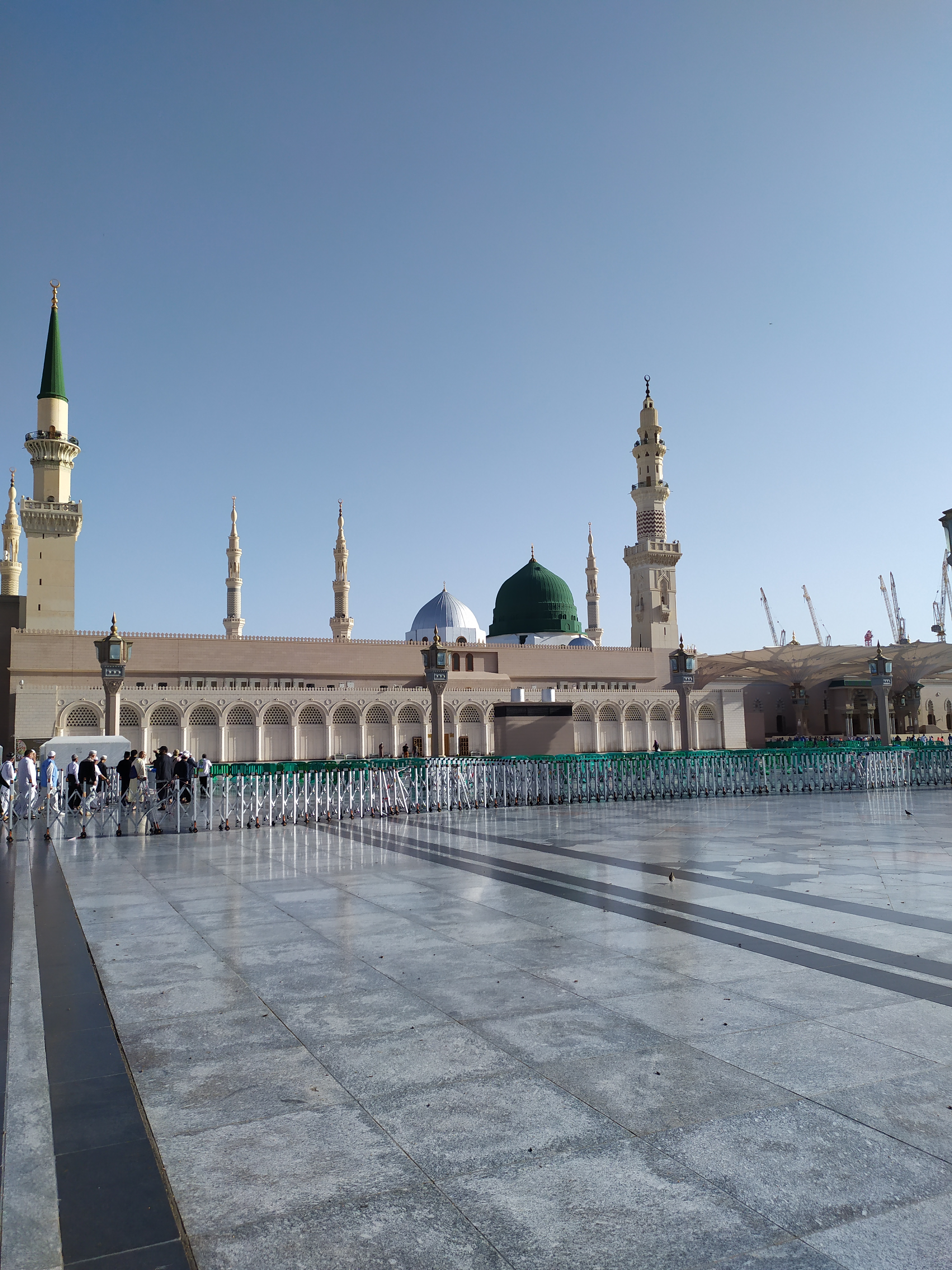
المدينة المنورة ،المسجد النبوي الشريف

- المدينة المنورة ،المسجد النبوي الشريف المدينة المنورة: وبها المسجد النبوي قبر الرسول محمد ودار الهجرة (المملكة العربية السعودية)

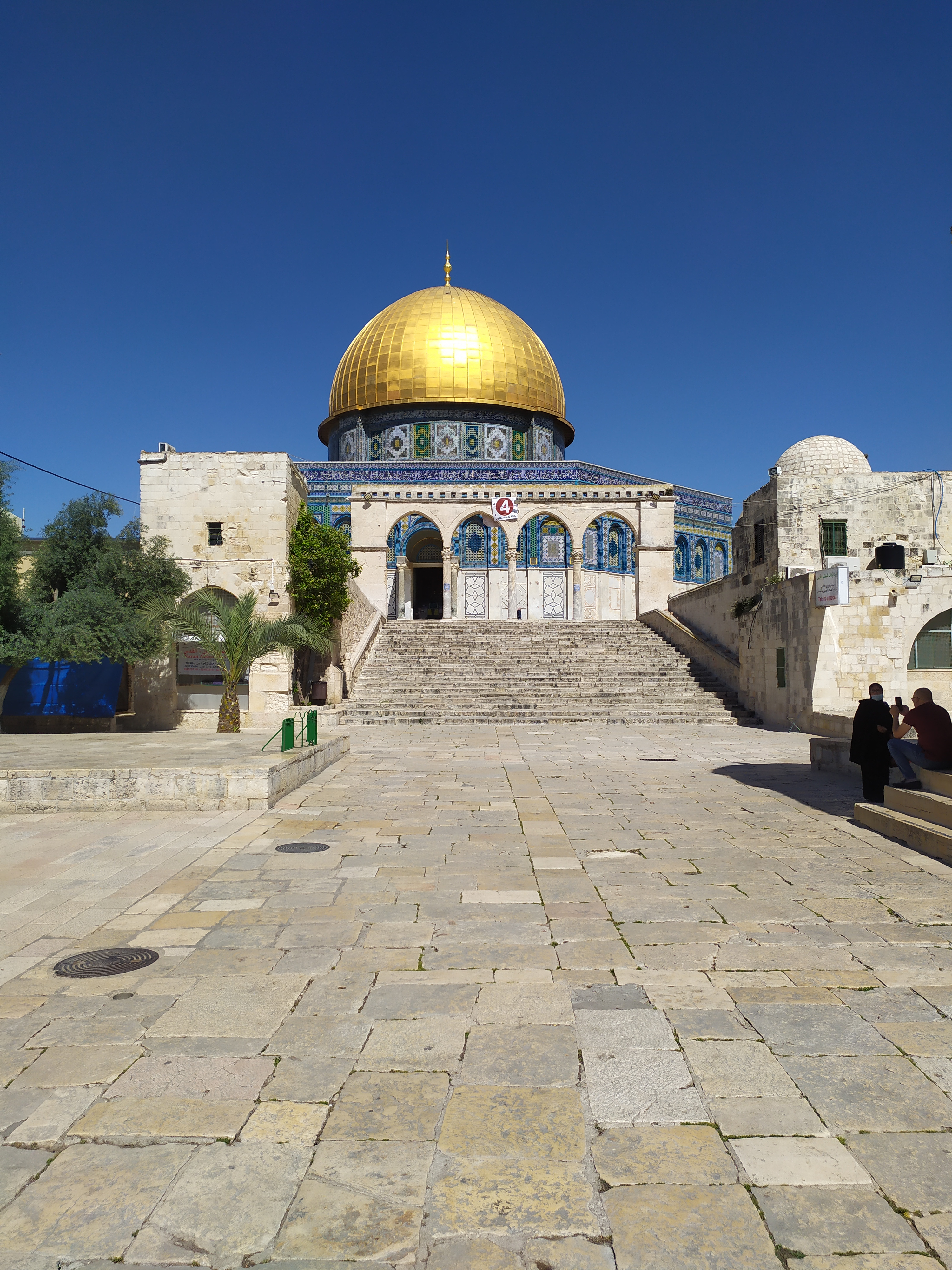
القدس ،مسجد قبة الصخرة المشرفة

- القدس ،مسجد قبة الصخرة المشرفة القدس: المسجد الأقصى أول قبلة في الإسلام، ومعراج الرسول محمد إلى السماء من الصخرة المشرفة (فلسطين) بحسب المعتقدات الإسلامية.

## المسيحية

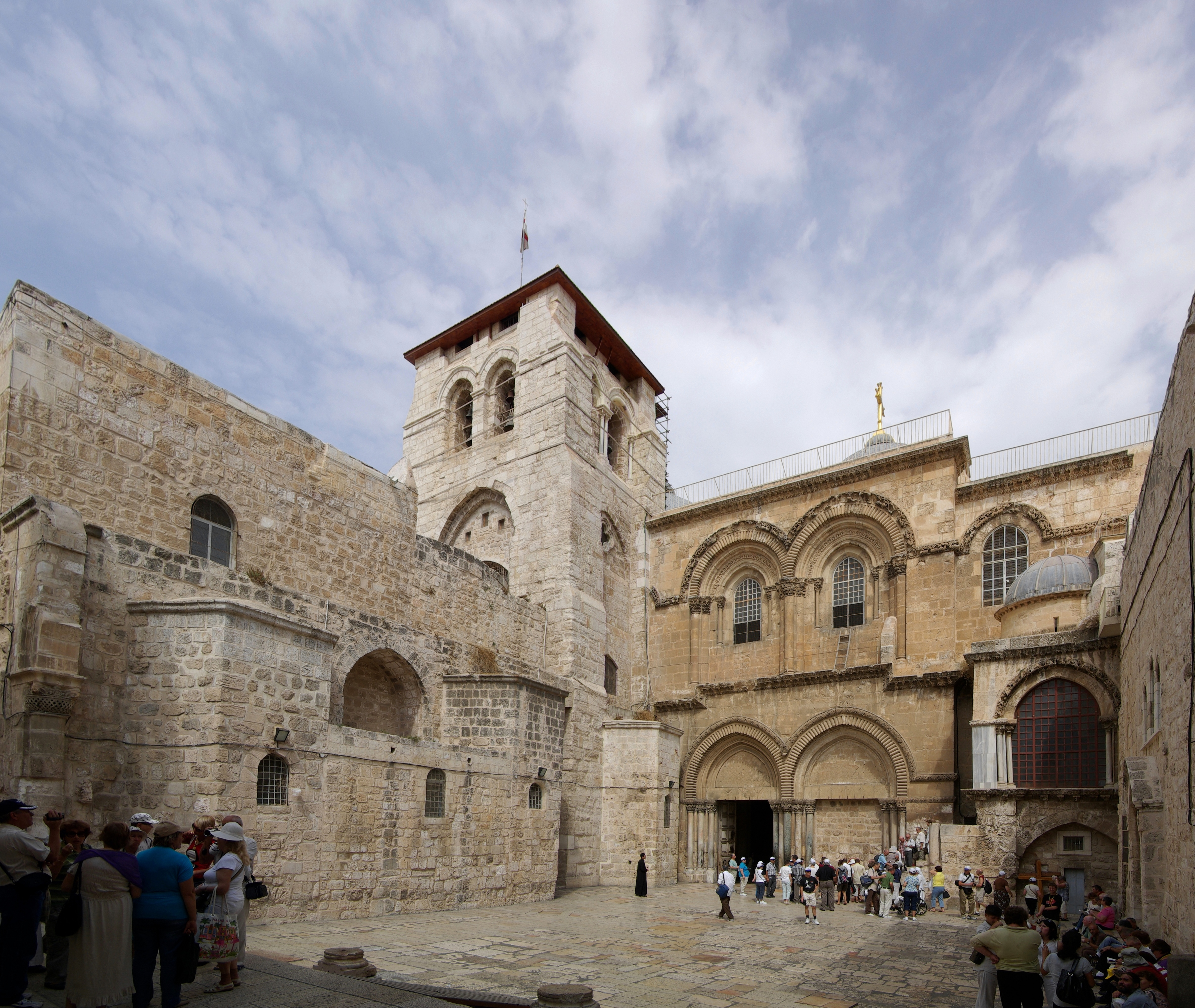
كنيسة القيامة في القدس الشرقية؛ تُعتبر الكنيسة أقدس الكنائس المسيحية والأكثر أهمية في العالم المسيحي وتحتوي الكنيسة وفق المعتقدات المسيحية على المكان الذي دفن فيه يسوع.

تكريم الأمكنة في المسيحية، يعود إلى العهد القديم، نصّ على إكرام هيكل سليمان، والتوجه بالقبلة نحو القدس؛ إلا أنّه بعد المسيح ألغي هذا التحديد: «ستأتي الساعة التي تعبدون فيها الآب، لا في هذا الجبل ولا في أورشليم... ستأتي الساعة بل هي الآن، حين يعبد العابدون الصادقون الآب بالروح والحق»؛يو 4:21] وهكذا فإنّ كل كنيسة تعدّ وريثة الهيكل في الفكر اليهودي، لا البناء في ذاته بل جماعة المؤمنين، على أن بعض الكنائس المرتبطة بأحداث معينة ككنيسة القيامة، وكاتدرائية القديس بطرس، تغدو مكرمة ومقصودة من الجماهير بشكل أوسع.
- بيت لحم: فيها كنيسة المهد مكان ولادة يسوع (فلسطين)
- الناصرة: مكان إقامة يسوع وبدء رسالته (فلسطين) بحسب المعتقدات المسيحية
- القدس: فيها كنيسة القيامة حيث قام من بين الأموات حسب المعتقد المسيحي (فلسطين)
- الفاتيكان: وهي مدينة مقدسة ولها طابع ديني بارز (روما إيطاليا)
- أنطاكية: ما زالت حتى الآن عاصمة للكنائس المسيحية الشرقية. دُعيت مدينة أنطاكيّة بلقب «مهد المسيحية» نتيجة للدور المحوري الذي لعبته المدينة في ظهور كل من الهلنستية اليهودية والمسيحية المبكرة.[3]
- معلولا: بلدة مقدسة في سوريا بيوتها محفورة في الصخر بها مقدسات مسيحية تعود لعصر يسوع
- صيدنايا: مهمة جداً بالنسبة لعدد من الطوائف المسيحية بها أقدم الاديرة في العالم سوريا
- الإسكندرية: مقر الكنيسة القبطية الأرثوذكسية (مصر)
- القسطنطينية: مقر بطريرك بطريركية القسطنطينية المسكونية في تركيا
- جبل آثوس: تقع في اليونان لطائفة الارثودكس ويوجد بها العديد من الكنائس والأديرة للعبادة وهي موقع للحج.
- كانتربيري: فيها الكاتدرائية وهي مقر رئيس الاساقفة للكنيسة الأنجليكانية في انكلترا
- بالميرا: نيويورك المكان الأول الدي طبع فيه كتاب مورمون

## اليهودية
- القدس: وبها حائط المبكى وهو مهم لليهود

## الدرزية

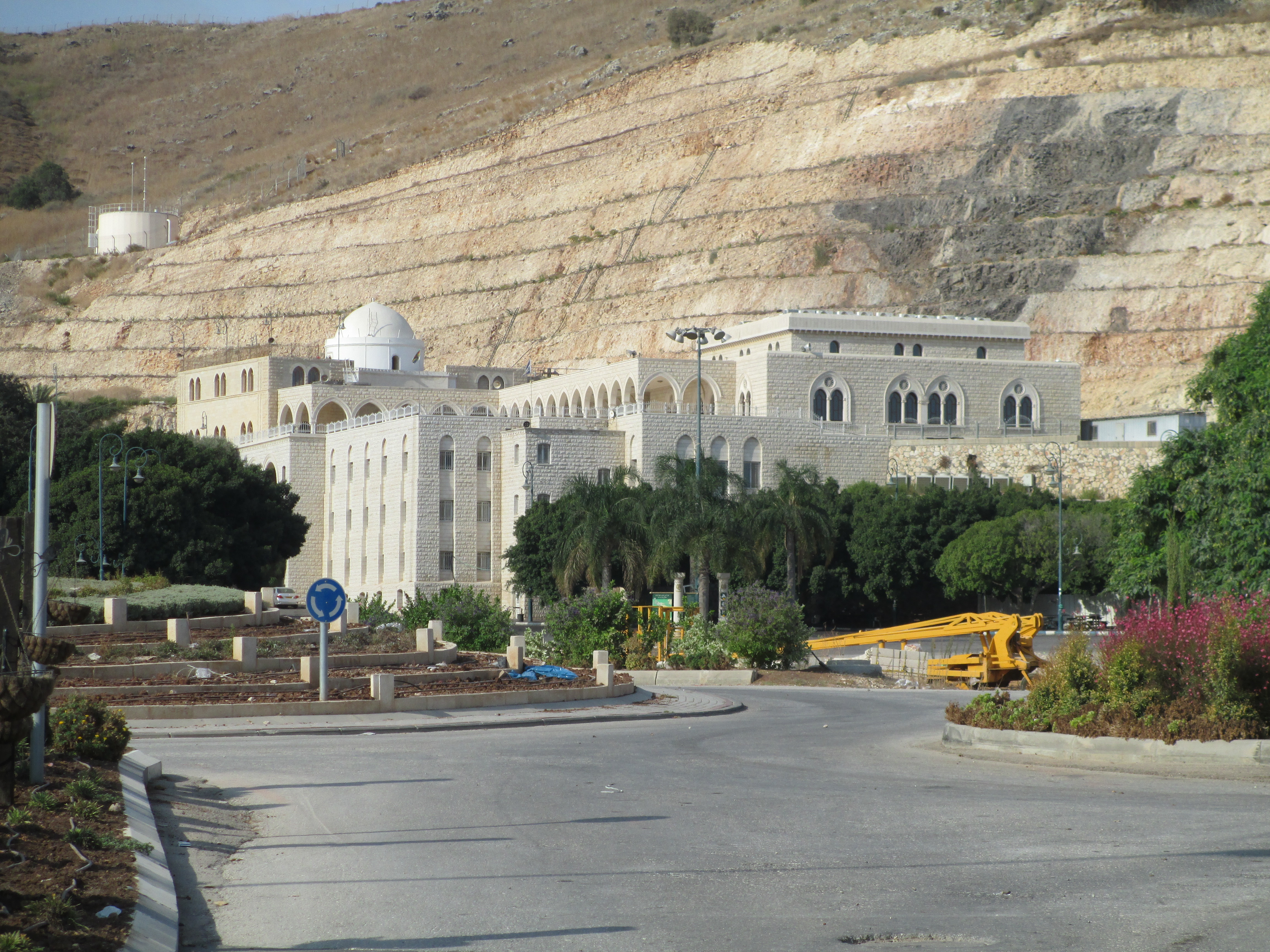
مقام النبي شعيب في حطين.

هناك حوالي 130ً مكاناً مقدًساً ومقاماً لدى الدروز في أنحاء منطقة الشرق الأوسط، من بينها نحو 70 في إسرائيل، ونحو 40 في لبنان، وستة عشرة في سوريا، وواحد في الأردن. وتقع هذه الأماكن المقدسة والمقامات داخل القرى، وعلى رؤوس الجبال، وفي المغاور، وبالقرب من عيون الماء والينابيع. وتقوم معظم الأماكن المقدسة والمقامات لدى الطائفة الدرزيّة في مواقع تشكل علامات بازرة في شخصيات لديها أهمية دينية في مذهب التوحيد أو موقع دفنها، الأماكن المقدسة لدى الدروز هي مواقع أثرية مهمة للمجتمع وترتبط بالأعياد الدينية.

## الهندوسية
- فرنساي الهند: تقع على نهر الجانجس

## البوذية
- لوبوري نيبال: مكان ولادة بوذا
- بوداجايا: المكان الروحاني لبوذا
- سارناثا: أول مكان قام به بوذا بألقاء تعاليمه

## جوشي
- بيونج يانج شمال كوريا: لها مقعد في الحكومة

## سكيزم
- امريتسار بونجاب الهند: مقر المعبد الدهبي

## البهائيون
- حيفا: حدث بها أحداث تاريخية هامة

## تنريكيو
- تنريشي اليابان: مدينة مقدسة وبها المقر الرئيسي للتنريكيو

## الوثنية الجديدة
- باليتانا الهند: يوجد 838 معبد على الجبال